# Bernard de Périgord
Bernard Ier de Périgord est comte de Périgord et d'Agen de 918 à 952 puis aussi comte d’Angoulême entre 945 et 952.

## Biographie
Bernard est le fils de Guillaume Ier, comte de Périgord. Il succède à son père à la mort de ce dernier en 918. 
En 945, son cousin Guillaume II Taillefer, comte d’Angoulême, se retire, et son comté est réuni par entente à celui de Bernard, comme au temps de leur aïeul Vulgrin Ier. Certains historiens avancent qu'avant Bernard, le comté d'Angoulême soit passé peu de temps au fils de Guillaume II, Adémar, mais cela reste une pure conjecture basée sur le fait qu'Adémar figurait parmi les souscripteurs du testament de Guillaume II.